# 율리시스 (로봇)
율리시스(Ulysses)는 그리스 신화에 나오는 영웅 오디세우스의 이름을 따라서 명명된 그리스 아테네 국제공항의 폭탄 탐지 로봇이다.